# Худяев, Вячеслав Иванович
Вячеслав Иванович Худяев (род. 6 марта 1946, Сыктывкар, Коми АССР) — российский политический деятель. Депутат Совета Федерации Федерального Собрания Российской Федерации первого созыва от от Республики Коми. Председатель Совета Министров Коми АССР.

## Биография
В 1987 году Худяев возглавил Совет министров Коми АССР. Вячеслав Иванович организовал выпуск «Книги памяти», возглавил оргкомитет съезда Коми народа.
Избирался депутатом Верховного Совета РСФСР, депутатом Совета Федерации Федерального собрания России, Верховного Совета Коми АССР, Государственного Совета Республики Коми.
В 1995 году Худяев возглавил дорожную отрасль Республики Коми, став генеральным директором Коми республиканского дорожного департамента Минархстройэнерго.

### Совет Федерации
Депутат Совета Федерации Федерального Собрания Российской Федерации первого созыва от Республики Коми с янв. 1994 по янв. 1996, избран 12 дек. 1993 по Сыктывкарскому двухмандатному избирательному округу № 11.